# Ma Kelly's Greasy Spoon
 (février 2023).
Si vous disposez d'ouvrages ou d'articles de référence ou si vous connaissez des sites web de qualité traitant du thème abordé ici, merci de compléter l'article en donnant les références utiles à sa vérifiabilité et en les liant à la section « Notes et références ».
Albums de Status Quo
Spare Parts
(1969) Dog of Two Head
(1971)
Ma Kelly's Greasy Spoon est le troisième album studio du groupe de rock anglais Status Quo. Il est paru en octobre 1970 sur le label Pye Records et a été produit par John Schroeder.

## Historique
C'est avec cet album que le groupe opère un net changement de style de musique. Exit les sons psychédéliques et bonjour le boogie rock qui deviendra la marque de fabrique du groupe et qui se confirmera sur l'album suivant, Dog of Two Head. Comme son prédécesseur il a été enregistré à Londres dans les studios de la maison de disque.
Il  est le dernier album avec le claviériste Roy Lynes qui quittera le groupe fin 1970.
L'album n'entra pas dans les charts britanniques et aucun single ne sera tiré de l'album. Néanmoins celui-ci sera précédé du single Down the Dustpipe en mars 1970 et de In My Chair en octobre 1970. On ne retrouvera ces deux titres que dans la compilation The Best of Status Quo de 1973 ainsi que dans certaines rééditions de l'album en CD, en tant que titres bonus.

## Liste des titres
Face 1
1. Spinning Wheel Blues (Francis Rossi / Robert Young) - 3:21
2. Daughter (Alan Lancaster) - 3:01
3. Everything (Rossi / Rick Parfitt) - 2:36
4. Shy Fly (Rossi / Young) - 3:49
5. (April), Spring, Summer and Wednesdays (Rossi / Young) - 4:12

Face 2
1. Junior's Wailing (Kieran White / Martin Pugh) - 3:33
2. Lakky Lady (Rossi / Parfitt) - 3:14
3. Need Your Love (Rossi / Young) - 4:46
4. Lazy Poker Blues (Peter Green / Clifford Adams) - 3:37
5. Is it Really Me / Gotta Go Home (Lancaster) - 9:34

Titres bonus (Réédition CD 2003)
1. Is it Really Me / Gotta Go Home (Early rough mix) - 6:52
2. Daughter (Early working mix)  - 2:55
3. Down the Dustpipe (Carl Groszman) - 2:03
4. In my Chair (Rossi / Young) - 3:17
5. Gerdundula (Original version) (Manston / James) - 3:21
6. Down the Dustpipe (BBC Session) - 1:49
7. Junior' s Wailing (BBC Session) - 2:58
8. Spinning Wheel Blues (BBC Session) - 2:13
9. Need Your Love (BBC Session) - 2:27
10. In my Chair (1979 Pye Flexidisc promo mix) - 1:37

- Les titres issus des BBC Sessions ont été enregistrés au studio 1, Shepherd's Bush en octobre 1970 pour le John Peel show

## Musiciens
- Francis Rossi : chant, guitare solo.
- Rick Parfitt : chant, guitare rythmique.
- Alan Lancaster : chant, basse.
- Roy Lynes : claviers, chœurs
- John Coghlan : batterie, percussions.

avec
- Bob Young : harmonica sur Spinning Wheel Blues et Down the Dustpipe.